# Jean d'Estrées
Jean d'Estrées (1666 Paříž – 3. března 1718) byl francouzský duchovní, arcibiskup z Cambrai a politik.

## Život
Jean d'Estrées byl synovec kardinála Césara d'Estrées a bratr maršála Victora Marie d'Estrées. Roku 1692, byl poslán na svou první diplomatickou misi, byl odpovědný za zajištění portugalské neutrality během devítileté války. Roku 1698 získal doktorát z teologie a stal se opatem v Évronu. Roku 1703, doprovázel svého strýce, který byl francouzským velvyslancem, do Španělska, a po dvou letech ho v této funkci vystřídal. Členem Francouzské akademie se stal roku 1711. 1716 se stal arcibiskupem v Cambrai.